# 공작조: 현애지상
《공작조: 현애지상》(중국어: 懸崖之上)은 2021년 공개된 중국의 영화이다.

## 출연진

### 주연
- 장한위
- 위허웨이
- 주아문
- 진해로
- 장역
- 여애뢰

### 조연
- 류호존
- 예대굉
- 이내문
- 뇌가음
- 사일

## 수상
- 2021년 제3회 충북국제무예액션영화제 후보 올드&뉴
- 2021년 제54회 시체스영화제 후보 오피셜 판타스틱 경쟁부문
- 2021년 제48회 겐트 영화제 후보 공식부문
- 2021년 제23회 우디네 극동영화제 후보 중국영화
- 2021년 제15회 아시안 필름 어워드 후보 남우, 여우조연상, 최우수 의상, 작곡, 촬영, 편집상